# ماده غذایی ضروری
ماده غذایی ضروری یک ماده غذایی مورد نیاز بدن است که بدن اصلاً نمی‌تواند آن را تجزیه کند یا اندازه تجزیه شده میزان مورد نیاز برای سلامتی را تأمین نمی‌کند. (مثل: نیاسین و کالین) و بنابراین باید از طریق رژیم غذایی تأمین شود. مواد غذایی ضروری با جمع‌آوری مدارک فیزیولوژیکی که اهمیت وجود آن‌ها را در رژیم غذایی نشان می‌دهد هم تعریف می‌گردند، همان‌طور که به عنوان در جدولهای تصویب شدهٔ دولت آمریکا برای DRI(سیستم توصیه‌های غذایی از طرف آکادمی ملی پزشکی ایالات متحده آمریکا) بیان شده‌است.
تعدادی از انواع مواد غذایی ضروری بدن شامل ویتامین‌ها، مواد معدنی، اسیدهای چرب ضروری، و آمینو اسیدهای ضروری هستند. گونه‌های مختلف موادغذایی ضروری بسیار متفاوتی دارند. برای مثال پستانداران اسید اسکروبیک خودشان را تجزیه می‌کنند، و بنابراین آن به عنوان مواد غذایی ضروری برای چنین گونه‌هایی محسوب نمی‌شود؛ ولی برای انسانها، که به منابع بیشتر اسید اسکوربیک (که در زمینه مواد غذایی با نام ویتامین ث شناخته شده‌است) نیاز دارند.
میزان زیاد بیشتر مواد غذایی ضروری موجب مسمومیت می‌گردد. بعضی را هم می‌توان در یک رژیم غذایی استاندارد بدون داشتن تأثیرات بیماری زا بیشتر استفاده کرد.

## اسیدهای چرب
اسیدهای چرب به خاطر نداشتن آنزیمی که برای تولیدشان نیاز هست، نمی‌توانند توسط انسان سنتز شوند.
- آلفا-اسید لینولئیک (ALA،۱۸:۳)، یک اسید چرب امگا ۳
- اسید لینولئیک (LA،۱۸:۲)، اسید چرب امگا-۶

آلفا-اسید لینولئیک به شکل اصلی توسط بدن انسان استفاده نمی‌شود. بلکه بدن آن را به اسیدهای چرب اشباع نشده با زنجیره‌های طولانی مورد نیاز مثل ایکوزاپنتانوییک اسید (EPA، ۲۰:۵) ودو کوزاهگزانوئیک اسید(DHA، ۲۲:۶) تبدیل می‌کند.EPA و DHA می‌توانند از یک منبع مانند ماهی، روغن ماهی، یا روغن جلبکی (منابع گیاهی) به‌طور مستقیم مصرف شوند.
اسید لینولئیک هم به شکل اصلی توسط بدن انسان استفاده نمی‌شود. بلکه بدن آن را به اسیدهای چرب اشباع نشده با زنجیره‌های طولانی مورد نیاز مثل اسید گاما-لینولنیک (GLA،۱۸:۳)، دیامو اسید گاما-لینولنیک(DGLA،۲۰:۳) و اسید آراشیدونیک (AA ،۲۰:۴) تبدیل می‌کند.

### آمینو اسید
- ایزولوسین
- لیزین
- لوسین
- متیونین
- سیستین
- فنیل آلانین
- ترئونین
- تریپتوفان
- والین
- هیستیدین[۲]
- آرژنین

## کربو هیدرات ها
کربو هیدرات ها مولکول قند یا زنجیره‌ای از مولکولهای قند هستند. گرچه هیچ کربو هیدراتی به تنهایی در ماده غذایی ضروری بدن انسان نیست. کربو هیدرات های درهم و پیچیده برای رشد و نمو به خصوص در دوران کودکی ضروری هستند. به عنوان یک توصیه عمومی غذایی، یک پنل علمی متخصص EFSA(دفتر نمایندگی اتحادیه اروپا که مدارک علمی مستقل و روی ریسکهای موجود و ریسکهای ادغام شده مربوط به مواد غذایی فراهم می‌کند) گزارش داد که کربو هیدرات ها باید ۴۵–۶۰٪ از انرژی روزانه که از طریق مواد غذایی خورده شده بدست می‌آید را فراهم کنند.
گلوگز می‌تواند از روشهای زیر تأمین شود:
۱. هضم کربو هیدرات
۲. با ترکیب آمینو اسید و گلیسرول که از متابولیسم چربی بدست می‌آید
۳. نوگلوکززایی که بدون تأمین همزمان کربو هیدرات، ذخیره نیتروژن را به پایان رسانده و به تنهایی برای ادامه کار معمولی مغز کافی نیست.
بهر حال، بدن می‌تواند برای رساندن سوخت به مغز خود را با این حالت به وسیلهٔ تولید کتون‌ها حالتی که کتوزیز نامیده می‌شود منطبق سازد، که فقط می‌تواند از گلوکز و کتون به عنوان سوخت استفاده کند مگر اینکه ذخایر کربو هیدرات به پایان برسد.
گلوکز منبع کلیدی انرژی به وسیلهٔ تنفس یاخته‌ای برای انسان است، که حدود ۳٫۷۵ کیلو کالری (۱۶ کیلو ژول) در هر گرم غذا تولید می‌کند.

### ویتامین‌ها
- ویتامین آ(بتا کاروتن، رتینول)
- ویتامین ب۱ یا تیامین ویتامین
- ویتامین ب۲ یا ریبوفلاوین
- ویتامین ب۳ یا نیاسین
- ویتامین ب۵ یا اسید پانتوتنیک
- ویتامین ب۶ یا پیریدوکسین
- ویتامین ب۷ یا (بیوتین، ویتامین اچ)
- ویتامین ب۹ یا اسید فولیک
- ویتامین ب۱۲ یا کوبالامین
- ویتامین ث یا اسید اسکوربیک
- ویتامین دی
- ویتامین ای
- ویتامین کا

### مواد معدنی
- کلسیم (Ca)
- کلراید (Cl−)
- کروم (Cr)[۸]
- کبالت (Co) (به عنوان قسمتی از ویتامین B12)
- مس (Cu)
- ید (I)
- آهن (Fe)
- منیزیم (Mg)
- منگنز (Mn)
- مولیبدن (Mo)
- فسفر (P)
- پتاسیم (K)
- سلنیم (Se)
- سدیم (Na)
- روی (Zn)[۹]

### دیگر
- کالین